# Praecia
Praecia, cirka 73 f.Kr., var en romersk kurtisan.
Hon var verksam som kurtisan i Rom.  Praecia ska ha utövat ett stort inflytande genom att utnyttja de kontakter hon skaffade sig i sitt yrke för att gynna sina vänner, något som gjorde henne populär och skaffade henne en hel del anhängare och ett brett kontaktnät inom den politiska klassen.  Hon omnämns med maskulina termer och ska ha haft rykte om sig att vara en "kamrat" bland manliga politiker.  Ett typiskt exempel på hennes inflytande var när hon på sin kund Lucullus förfrågan använde sitt inflytande på en annan kund, Cornelius Cethegus, för att denne skulle utnämna Lucullus till guvernör i Kilikien, något hon också framgångsrikt lyckades med år 73 f.Kr.  
Det antika Rom hade inte samma berömda kurtisankultur som Grekland med dess hetärer och de flesta prostituerade som nämns är bordellslavar eller gatflickor, men det fanns en del exempel på lyxprostituerade kurtisaner som tjänade förmögenheter och vann berömmelse och inflytande.  Vid sidan av Praecia nämns den samtida Flora, som uppenbart mot sin vilja gavs av Pompeius Magnus till Geminus för att gynna deras politiska allians; Volumnia Cytheris, som blev berömd som älskarinna till Marcus Antonius, och Chelidon, som var älskarinna till Gaius Verres.